# Mercy (Schiff)
Die USNS Mercy (T-AH-19) ist ein Hospitalschiff der United States Navy. Es ist das dritte Schiff, das den Namen Mercy trägt. Sie ist als United States Naval Ship (USNS) in Dienst gestellt.

## Geschichte
Die Mercy wurde 1976 als Öltanker Worth bei der National Steel and Shipbuilding Company in San Diego gebaut. Der Umbau zum Hospitalschiff begann im Juli 1984 auf der Bauwerft. Die Indienststellung erfolgte am 8. November 1986.

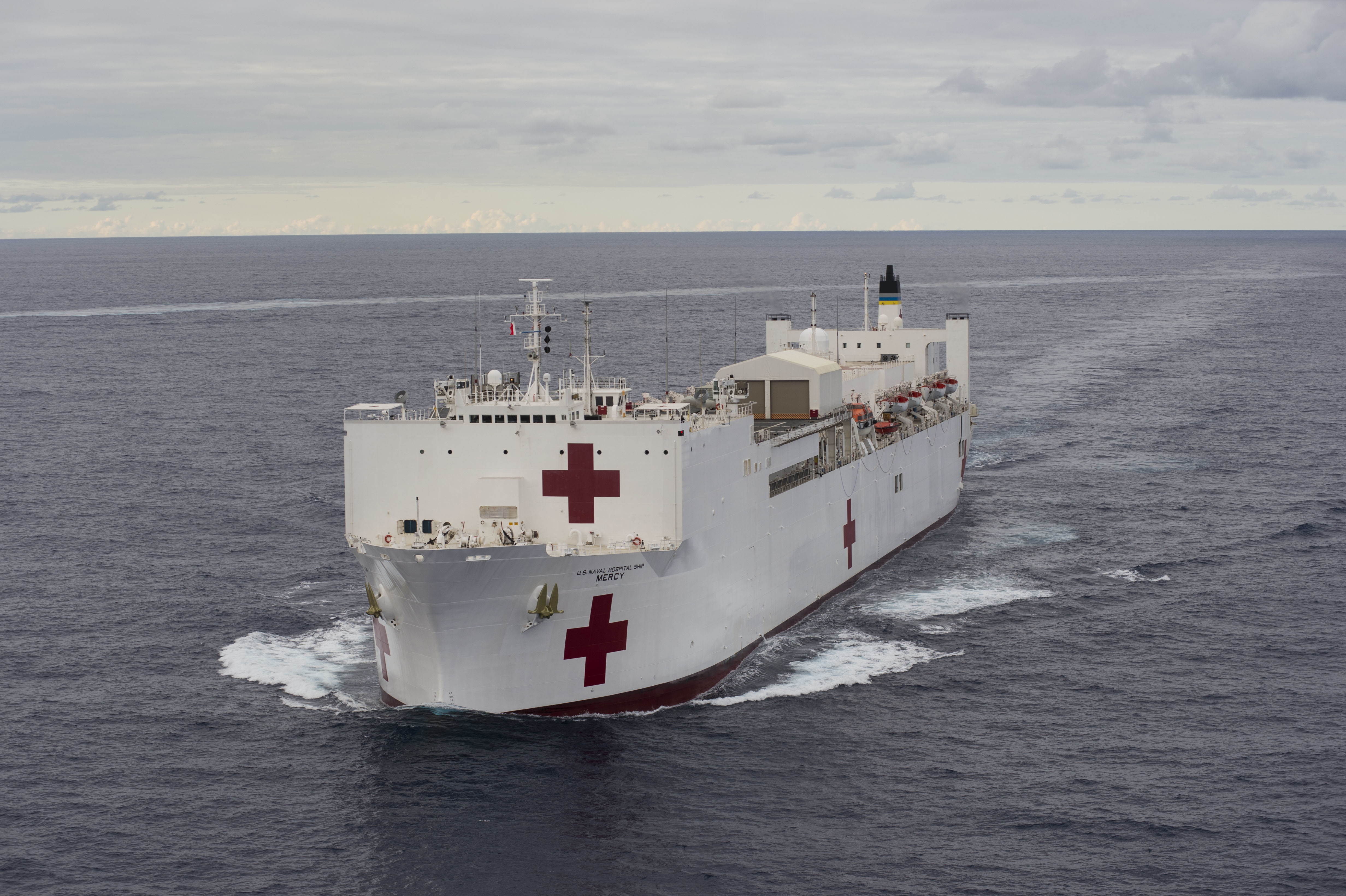
Die Mercy im Pazifik auf dem Weg nach Südostasien zur Unterstützung von Opfern des Erdbeben im Indischen Ozean 2004

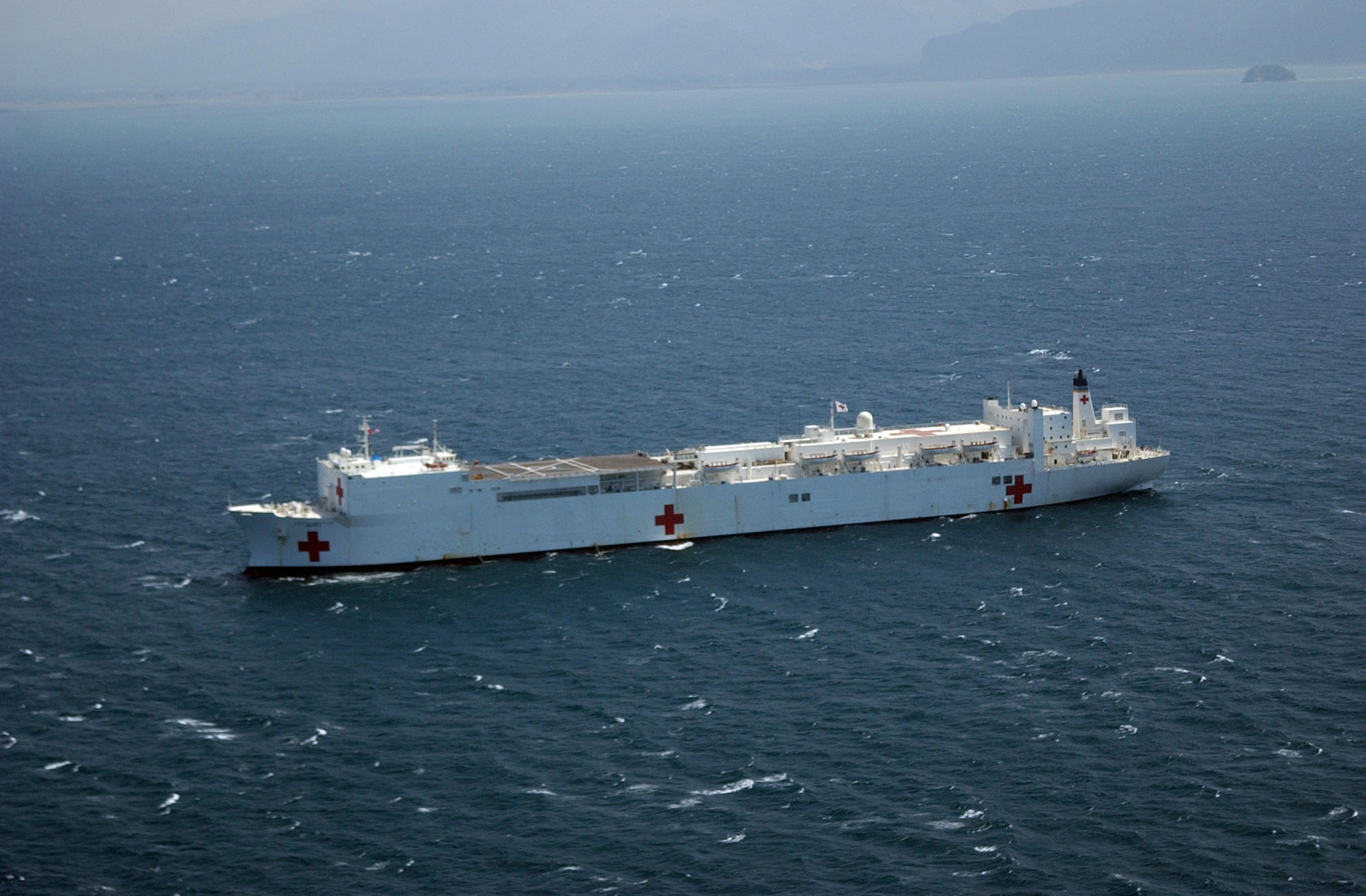
Die Mercy an der Küste von Banda Aceh, Sumatra, nach dem Erdbeben vom 26. Dezember 2004

Die erste Operation war die Unterstützung der Operation Desert Shield. Der Einsatz dauerte vom 15. August 1990 bis zum 16. März 1991. Am 23. April traf sie in Oakland ein. Der Heimathafen ist San Diego im US-Bundesstaat Kalifornien. Auch nach dem Erdbeben im Indischen Ozean 2004 war die Mercy im Einsatz. Im März 2020 diente die Mercy zur Unterstützung der Versorgung nicht an COVID-19 erkrankter Patienten in Los Angeles.

## Ausstattung
Die medizinische Ausstattung umfasst eine radiologische Abteilung, elf Behandlungsräume, eine Blutbank, medizinische Labore und 15 Krankenstationen mit 80 Intensivbetten, Werkstätten zur Anfertigung von Prothesen und zur Reparatur medizinischer Geräte.